# Elezioni parlamentari in Corea del Nord del 1982
Le elezioni parlamentari in Corea del Nord del 1982 si tennero il 28 febbraio per il rinnovo dell'Assemblea popolare suprema. Non si conosce la ripartizione dei seggi tra i singoli partiti, ma tutti i seggi andarono come sempre all'unica coalizione legale in Corea del Nord, il Fronte Democratico per la Riunificazione della Patria. La prima sessione si tenne il 5 aprile 1982. La "Decisione di accelerare l'autosufficienza e la riunificazione pacifica della patria assicurando la garanzia della pace" venne posta come obiettivo.

## Risultati
| Coalizione                                            | Voti | %   | Seggi |
| ----------------------------------------------------- | ---- | --- | ----- |
| Fronte Democratico per la Riunificazione della Patria |      | 100 | 579   |
| Totale                                                |      | 100 | 579   |
| Fonte:                                                |      |     |       |